# 史要典
史要典（1575年—1612年），字維世，號衷盟，河南省南陽府裕州人，明朝政治人物。

## 生平
戊子河南鄉試二十三名舉人，萬曆三十八年（1610年）庚戌科會試第二百七十五名，第三甲第一百三十四名進士。通政司觀政，授直隸蘇州府推官，萬曆四十年（1612年）卒。

## 家族
曾祖史記；祖史文華；父史傳受；母李氏。永感下。弟法班；法遷；法董。子史以直；史以勸；史以榮。